# Anglo-Welsh Cup
La Anglo-Welsh Cup, llamada LV Cup por motivos publicitarios, fue hasta 2018, una competición anual de rugby de Gran Bretaña organizada por la Federación Inglesa de Rugby en la que competían los 12 clubs ingleses de la Aviva Premiership y los 4 clubes galeses de la Magners League.
El torneo comenzaba a principios de noviembre y terminaba a finales de marzo. Las semifinales y final coinciden en fechas con la disputa del torneo de las Seis Naciones, de modo que los equipos solían tener ausencias destacables en sus alineaciones.
No obstante, lo que hace que esta competición sea atractiva para el público y para los clubs participantes, es que el equipo que se proclama vencedor del torneo tiene una plaza asegurada para participar la temporada siguiente en la Heineken Cup, la máxima competición continental.
En 2018 fue reemplazada por la Premiership Rugby Cup.

## Historia
La competición original comenzó a disputarse en la temporada 1971/72 solamente entre clubs ingleses, y con un formato de eliminatorias directas. Fue el primer torneo oficial entre clubs existente en Inglaterra, y podían participar en él todos los clubs del país. Hoy el formato del torneo es muy diferente, y consta de una primera fase de liguilla en la que hay 4 grupos con 4 equipos en cada uno, y una segunda fase en la que los primeros de cada grupo se juegan las 2 semifinales y la final.
Debido a los patrocinadores, el torneo se ha conocido con diferentes nombres:
- John Player Cup (1976-1988)
- Pilkington Glass Cup (1989-1997)
- Tetley's Bitter (1998-2000)
- Powergen Cup (2001-2005)
- EDF Energy Cup (2006-2009)
- LV Cup (2010-actual)

El formato de eliminatorias directas desapareció cuando se introdujo la participación de los 4 equipos profesionales de Gales, y que participaron por primera vez en el torneo en la temporada 2005/06.
Los clubs que más éxito han tenido en esta competición son Bath Rugby, con 10 victorias, y Leicester Tigers, con 8. Son los equipos con más victorias y también con más presencias en la final.
El título de la temporada 1981/82 fue compartido por Gloucester y Moseley que empataron a 12 en la final.

## Campeones
| Año     | Campeón              | Resultado | Finalista       |
| ------- | -------------------- | --------- | --------------- |
| 1971-72 | Gloucester           | 17-6      | Moseley         |
| 1972-73 | Coventry RFC         | 27-15     | Bristol         |
| 1973-74 | Coventry RFC         | 26-6      | London Scottish |
| 1974-75 | Bedford              | 28–12     | Rosslyn Park    |
| 1975-76 | Gosforth             | 23–14     | Rosslyn Park    |
| 1976-77 | Gosforth             | 27–11     | Waterloo        |
| 1977-78 | Gloucester           | 6–3       | Leicester       |
| 1978-79 | Leicester            | 15-12     | Moseley         |
| 1979-80 | Leicester            | 21-9      | London Irish    |
| 1980-81 | Leicester            | 22-15     | Gosforth        |
| 1981-82 | Gloucester y Moseley | 12-12     |                 |
| 1982-83 | Bristol              | 28-22     | Leicester       |
| 1983-84 | Bath                 | 10-9      | Bristol         |
| 1984-85 | Bath                 | 24-15     | London Welsh    |
| 1985-86 | Bath                 | 25-17     | London Wasps    |
| 1986-87 | Bath                 | 19-12     | London Wasps    |
| 1987-88 | Harlequins           | 28-22     | Bristol         |
| 1988-89 | Bath                 | 15-12     | Leicester       |
| 1989-90 | Bath                 | 48-6      | Gloucester      |
| 1990-91 | Harlequins           | 25-13     | Northampton     |
| 1991-92 | Bath                 | 15-12     | Harlequins      |
| 1992-93 | Leicester            | 23-16     | Harlequins      |
| 1993-94 | Bath                 | 21-9      | Leicester       |

| Año     | Campeón        | Resultado | Finalista     |
| ------- | -------------- | --------- | ------------- |
| 1994-95 | Bath           | 36-16     | London Wasps  |
| 1995-96 | Bath           | 16-15     | Leicester     |
| 1996-97 | Leicester      | 9-3       | Sale Sharks   |
| 1997-98 | Saracens       | 48-18     | London Wasps  |
| 1998-99 | London Wasps   | 29-19     | Newcastle     |
| 1999-00 | London Wasps   | 31-23     | Northampton   |
| 2000-01 | Newcastle      | 30-27     | Harlequins    |
| 2001-02 | London Irish   | 38-7      | Northampton   |
| 2002-03 | Gloucester     | 40-22     | Northampton   |
| 2003-04 | Newcastle      | 37-33     | Sale Sharks   |
| 2004-05 | Leeds Carnegie | 20-12     | Bath          |
| 2005-06 | London Wasps   | 26-10     | Scarlets      |
| 2006-07 | Leicester      | 41-35     | Ospreys       |
| 2007-08 | Ospreys        | 23-6      | Leicester     |
| 2008-09 | Cardiff Blues  | 50-12     | Gloucester    |
| 2009-10 | Northampton    | 30-24     | Gloucester    |
| 2010-11 | Gloucester     | 34-7      | Newcastle     |
| 2011-12 | Leicester      | 26-14     | Northampton   |
| 2012-13 | Harlequins     | 32-14     | Sale Sharks   |
| 2013-14 | Exeter Chiefs  | 15-8      | Northampton   |
| 2014-15 | Saracens       | 23-20     | Exeter Chiefs |
| 2016-17 | Leicester      | 16-12     | Exeter Chiefs |
| 2017-18 | Exeter Chiefs  | 28-11     | Bath          |

## Palmarés
| Club               | Títulos |
| ------------------ | ------- |
| Bath Rugby         | 10      |
| Leicester Tigers   | 8       |
| Gloucester Rugby   | 5       |
| Newcastle Falcons  | 4       |
| London Wasps       | 3       |
| Harlequins FC      | 3       |
| Coventry RFC       | 2       |
| Saracens           | 2       |
| Exeter Chiefs      | 2       |
| Northampton Saints | 1       |
| Cardiff Blues      | 1       |
| Ospreys            | 1       |
| London Irish       | 1       |
| Leeds Carnegie     | 1       |
| Bristol Rugby      | 1       |
| Moseley            | 1       |
| Bedford Blues      | 1       |